# Соловьёв, Александр Александрович (учёный)
Алекса́ндр Алекса́ндрович Соловьёв (род. 1 февраля 1970, д. Шольское, Тонкинский район, Горьковская область) — российский генетик, занимается изучением применения молекулярно-генетических маркеров в селекции яровой тритикале, имеет патенты на селекционные линии яровой тритикале. Доктор биологических наук (2007), профессор РАН (2015).
С 2023 года — заместитель директора ФГБУ «Всероссийский центр карантина растений».

## Биография
Родился 1 февраля 1970 года в деревне Шольское Тонкинского района Горьковской области.
В 1993 году окончил Московскую сельскохозяйственную академию им. К. А. Тимирязева по специальности «Селекция и генетика сельскохозяйственных культур».
В 2000 году защитил кандидатскую диссертацию на тему «Изучение формообразовательного процесса при скрещивании различных форм тритикале» (научный руководитель — В. А. Пухальский).
В 2007 году защитил докторскую диссертацию на тему «Взаимодействие генов при внутривидовой и отдалённой гибридизации и трансгенозе».
В дальнейшем работал (1996—2019) и возглавлял кафедру генетики, биотехнологии, селекции и семеноводства (2007—2017), был деканом факультета агрономии и биотехнологии (2016—2018) РГАУ-МСХА имени К. А. Тимирязева.
С 7 декабря 2015 года — профессор РАН.
С 2018 года — главный научный сотрудник Всероссийского НИИ сельскохозяйственной биотехнологии, с 2018 по 2023 — заместитель директора по научной деятельности и заведующий лабораторией маркерной и геномной селекции растений.
С 2018 года — профессор кафедры генетики МГУ имени М. В. Ломоносова.
С 2019 года — ведущий научный сотрудник отдела отдалённой гибридизации Главного ботанического сада им. Н. И. Цицина.
Является заместителем директора ФГБУ «Всероссийский научно-исследовательский институт карантина растений» с 2023 года, курируя научно-методическое обеспечение деятельности Россельхознадзора и научное сотрудничество с национальными международными организациями в области карантина растений.

## Научная деятельность
Специалист в области молекулярно-генетических маркеров в селекции, семеноводстве и цитогенетике растений.
С 2023 года — главный редактор журнала «Фитосанитария. Карантин растений». Член редакционной комиссии журналов: «Тимирязевский биологический журнал», «Биотехнология и селекция растений», «Известия Тимирязевской сельскохозяйственной академии», «Письма в Вавиловский журнал генетики и селекции», «Вестник Российского университета дружбы народов. Серия: Агрономия и животноводство».
Патенты на селекционные линии яровой тритикале: Тимирязевская 131/7 (2010), Тимирязевская 2 (2018), Тимирязевская (2022), Ботаническая 4 (2022). Имеет около 100 научных публикаций и три патента на изобретения.

## Награды
Награждён грамотами Министерства науки и образования (2015) и Российской академии наук (2020), медалью «За вклад в реализацию государственной политики в области научно-технологического развития» (2021).